# Hypercompe castronis
Hypercompe castronis là một loài bướm đêm thuộc phân họ Arctiinae, họ Erebidae.